# Tall J
Un tall J és una variant d'una tècnica d'edició cinematogràfica d'edició dividida, on l'àudio de la següent escena es solapa amb la imatge de l'escena precedent, de manera que la porció d'àudio de l'escena pròxima es comença a sentir abans que la seva imatge, com una conducció cap al tall visual. També anomenat com a avenç d'àudio.

El nom que denomina la tècnica fa referència a la forma de les peces d'àudio i de video del segon parell d'escenes tallades juntes en la majoria de programes d'edició de video no linear.